# Centralvarme
Centralvarme er et system til opvarmning af en bygning fra en primær varmekilde. Et centralvarmeanlæg kan gøre brug af opvarmet vand, opvarmet luft, ventilation eller elvarme, desuden gør det brug af en varmtvandsbeholder.
Varmekilden i centralvarmesystemet kan være en varmepumpe, et solvarmepanel, et fyr eller et ventilationssystem.
| Energi | Spire Denne artikel om produktion, distribution og forbrug af energi er en spire som bør udbygges. Du er velkommen til at hjælpe Wikipedia ved at udvide den. |